# Å (gmina Lavangen)
Å (wym. o:) – wieś w gminie Lavangen, w kraju Troms w północnej części Norwegii.
Niekiedy dla odróżnienia miejscowości od siedmiu pozostałych wsi o tej samej nazwie – jest nazywania Å i Lavangen (norw. Å w Lavangen). Słowo Å oznacza po norwesku dosłownie rzeka.